# PSR J2007+2722
PSR J2007+2722 är en 40,8-hertz isolerad pulsar i norra delen av stjärnbilden Räven, på 5 300 parsec (17 000 ljusår) avstånd från solen, belägen i Vintergatans plan och är med största sannolikhet en störd återvunnen pulsar (DRP).

## Observation
PSR J2007+2722 hittades på data tagna av Arecibo-radioteleskopet i februari 2007 och analyserades av frivilliga Chris och Helen Colvin (Ames, Iowa, USA) och Daniel Gebhardt (Universität Mainz, Musikinformatik, Tyskland) via det distribuerade datorprojektet Einstein @Home.